# ERC-90 Sagaie
El Panhard ERC 90 Sagaie (Engin de Reconnaissance à  Canon de 90 mm) es un vehículo de combate de infantería francés de 6 ruedas sumamente maniobrable y que puede ser equipado con protección ABQ.

## Antecedentes
En 1970 año Renault y Panhard compitieron por el contrato de un vehículo de reconocimiento con ruedas anunciado por el ejército francés. Panhard, a pesar de su experiencia en blindados sobre ruedas, perdió contra el Saviem (actualmente Renault) VAB,. Pero sobre el proyecto presentado Panhard et Levassor construyó bajo su propia financiación un vehículo de reconocimiento blindado (ERC - Engine de Reconnaissance Canon) y un Vehículo de transporte blindado de personal (VCR - Véhicule de Combat a Roues), específicamente pensados para países del tercer Mundo.  Muchos países estaban interesados en contar con un blindado ligero, no demasiado caro ni complicado, que pudiera derrotar a un tanque más moderno, como el T-55 o T-72.
En 1977 Francia empezó a analizar opciones de blindados para la Fuerza de Despliegue Rápido. El AMX-10RC de reconocimiento blindado era demasiado pesado para su empleo en África ya que no era adecuado para el transporte en aviones C-160 Transall o C-130 Hercules y la mayoría de puentes en África solo pueden soportar una carga de 6 a 8 toneladas. El Estado Mayor del Ejército francés decidió dar una oportunidad al ERC-90. Cuando el ERC estuvo el ejército francés lo puso a prueba en los años 1978-1980. El resultado fue un nuevo vehículo ERC equipado con un cañón de disparo rápido F4 de 90 mm de GIAT, llamado ERC 90 Sagaie (sagaie - jabalina). Las entregas al ejército se completaron en 1988 y se presentó la versión Sagaie 2 con motores diésel XD3T y una versión con un cañón antiaéreo de 20 mm. Desde 1985 el vehículo está equipado con cohetes SATCP. 
El primer ERC-90 fue construido en 1977. Fue un éxito de exportación, realizándose pedidos por parte de Argentina,  Costa de Marfil, Níger, Marruecos y México. El primer lote fue exportado a Irak, donde tuvieron que ser equipados con la torreta UTM-800, con misiles antitanque HOT, pero prácticamente todos fueron destruidos en contiendas militares. Panhard utilizó más adelante torretas más modernas armadas con el cañón F4 de 90 mm.
La movilidad todo terreno del ERC 90 es acentuada por su capacidad de subir o bajar sus dos ruedas centrales, según las condiciones del terreno. Está equipado con dos turbinas para propulsarse en el agua y no requiere ninguna preparación para las operaciones anfibias. Puede ser equipado con torretas diferentes. El Sagaie ERC-90, utilizado por el ejército francés, tiene una torreta GIAT TS 90.
El Sagaie puede ser transportado por los aviones de carga Transall C-160 o Hércules C-130.

## Usuarios
Fue utilizado por el ejército iraquí en la sucesión de guerras que tuvieron lugar allí, y resultó ser muy útil para el ejército francés en las condiciones urbanas durante el Sitio de Sarajevo. Francia los utilizó en 1991 en la Operación Daguet, cubriendo el flanco de la maniobra envolvente sobre Kuwait.
Es un vehículo ampliamente utilizado en misiones de paz viéndose involucrado en múltiples escaramuzas durante los conflictos en Costa de Marfil en el cual el ejército francés se vio involucrado.
Costa de Marfil  fue el primer cliente de exportación, encargando cinco  ERC-90 Sagaie  para reemplazar sus AMX-13.
A finales de la década de 1970 el ejército francés estaba organizando la Fuerza de Despliegue Rápido (FDF) para misiones militares en África o el Medio Oriente. El núcleo principal era la 9ª División de Infantería de Marina y la 11ª División de Paracaidistas. Para darles poder de fuego se activó una nueva unidad, la 31ª Media Brigada Pesada (31 DBL). Uno de sus regimientos estaba armado con vehículos equipados con misiles antitanque HOT y el otro con ERC-90 que podrían proporcionar tanto reconocimiento como una función limitada antitanque. El 1er Regiment Infanterie de Marine  fue equipado con vehículos ERC-90 en 1984. Le siguió el 1er Regiment Hussards Parachutistes en 1985-86 y el 4eme Chasseurs Regiment en 1988-89. En todas estas unidades el ERC-90 sustituyó a los Panhard AML 60 y AML 90. Cada regimiento tienes tres escuadrones, compuestos cada uno de cuatro pelotones de tres ERC-90 F4 Sagaie. En total 42 ERC-90 están desplegados en Ultramar, 24 con la legion Extranjera en Yibuti, 6 con la Infantería de Marina en Gabón, 6 con el 43 BIMa en Costa de Marfil y 6 con el 23 BIMa en Dakar.

## Variantes
- CEM 91: versión para fuego de apoyo, armada con un mortero de 81 mm en una torreta Hispano-Suiza EMC.
- ERC 20: versión antiaérea, armada con dos cañones automáticos de 20 mm
- CEI 60-20: Equipada con una torreta  Hispano-Suiza 60-20 Serval, armada con un mortero de 60 mm y un cañón automático de 20 mm
- ERC 90 (Diésel): equipada con un motor diésel
- ERC 90 F1: equipada con la torreta Hispano-Suiza Lynx 90, al igual que el Panhard AML
- ERC 90 Sagaie: equipada con GIAT TS 90 torreta
- ERC 90 Sagaie 2: un poco más grande la versión equipada con dos motores y la torreta mejorada.
- ERC 90 Sagaie: equipada con la torreta GIAT TS 90, con un cañón de alta velocidad y caña larga capaz de disparar proyectiles subcalibre APDS-FS.

## Usuarios
- Francia

200 unidades.
- Argentina

14 unidades. 1 para entrenamiento.
- Chad

13 unidades.
- Costa de Marfil

7 unidades.
- Ecuador

22 unidades.
- Gabón

14 unidades.
- Marruecos

20 unidades.
- México

120 unidades.
- Níger

20 unidades.

## Características
- Armamento Principal: Cañón de 90 mm
- Armamento secundario: 1 × 7,62 mm ametralladora coaxial

- 1 × ametralladora 7,62 mm  (opcional)
- 2 × 2 lanzadores de granadas de humo

- Municiones: 20 x 90 mm, 2000 x 7,62 mm.
- Blindaje: un máximo de 10 mm de acero de blindaje.
- Tripulantes: 3
- Peso: 8100 kg.
- Largo General: 7,69 metros (incluido el cañón).
- Largo del casco: 5,10 metros.
- Ancho: 2,49 m.
- Altura: 2,25 m.
- Distancia entre ejes: de 1,63 (max) a 1,22 (min) m.
- Motorización: Peugeot V-6 de gasolina, 155 CV (116 kW) a 5250 rpm.
- Velocidad máxima: 95 km/h (En Carretera).
- Capacidad de combustible: 242 Litros.
- Autonomía: 450 kilómetros.
- Anfibio: Sí.
- Velocidad en modo anfibio: 4,5 km/h las ruedas, 9,5 km/h hidrojets
- Distancia al suelo: 0,34 m
- Capacidad de Pase en Obstáculos:

- Vertical: 0,8 m
- Trinchera: 1,1 m.

- Capacidad de Pase en Desnivel: 60 % Ladeado/30 % en Vertical.
- Sistema de Protección NBC: Opcional
- Sistema de visión nocturna: Pasivo (Opcional).